# Zaglossus robustus
Zaglossus robustus är en utdöd däggdjursart som beskrevs av William Sutherland Dun, 1895. Arten ingick i släktet långnäbbiga myrpiggsvin och familjen myrpiggsvin.
De fynd som gjorts är från mellersta miocen (ungefär 13-14 miljoner år sedan) och gjordes i Gulgong, i New South Wales i Australien. Ett fossil som tidigare troddes vara näbbdjur , Ornithorhynchus maximus visade sig senare vara ett överarmsben från Z. robustus.